# Rubinkowo
Rubinkowo – część urzędowa Torunia. Nazwa osiedla pochodzi od Jakuba Kazimierza Rubinkowskiego, właściciela majątku Rubinkowo, na których znajduje się obecne osiedle.

## Historia
Dawniej na terenie osiedla mieścił się majątek Jakuba Kazimierza Rubinkowskiego. Miejscowość znalazła się w granicach Torunia w 1951 roku. Pomysł na wybudowanie osiedla pojawił się na początku lat 60. XX wieku. W połowie lat 60. opracowano pierwszy projekt osiedla. W 1968 roku Towarzystwo Urbanistów Polskich zorganizowano konkurs zamknięty na projekt nowego osiedla w Toruniu. W konkursie wzięło udział 16 zespołów. Nie przyznano pierwszej nagrody, drugą otrzymały zespoły Wiesława Andersa oraz Jadwigi Guzickiej. Zespół Guzickiej zaproponował osiedle dla 60-70 tys. mieszkańców. Osiedle miało dzielić się na jednostki zamieszkałe przez ok. 7 tys. mieszkańców. Projekt Guzickiej posłużył do sporządzenia szczegółowego planu osiedla. W 1974 roku przy ul. Rydygiera oddano do użytku pierwsze bloki.
Na przełomie lat 70. i 80. obok Rubinkowa stanęło osiedle Na Skarpie. Na Skarpie (liczące ok. 30 tys. mieszkańców w 2017 roku) błędnie jest nazywana Rubinkowem III, chociaż pierwotnie miało przyjąć taką nazwę. W 1980 roku zakończono budowę Rubinkowa.
W 1983 roku wzniesiono pawilon Jowisz. Na Rubinkowie mieścił się również pierwszy w Toruniu supermarket, noszący nazwę Merkury. Na przestrzeni lat sklep kilkakrotnie zmieniał szyld (był tu m.in. Leader Price i Tesco).
Symbolem Rubinkowa stało się drzewo rosnące przy Szosie Lubickiej, będące przez lata główny punkt orientacyjny i miejsce spotkań dla nowych mieszkańców osiedla. Około 2019 roku zostało ścięte. Innym punktem orientacyjnym był komin zakładów Elana bądź sam zakład, będący miejscem pracy dla większości mieszkańców osiedla.

## Religia
Przez lata obszar Rubinkowa należała do trzech parafii rzymskokatolickich: Chrystusa Króla, św. Jakuba Apostoła i Podwyższenia Krzyża Świętego w Kaszczorku. We wrześniu 1980 rozpoczęto budowę kościoła na terenie Rubinkowa II-III. 24 listopada 1980 roku erygowano parafię św. Maksymiliana Kolbego. Kościół poświęcono 12 października 1989 roku. W źródłach można również przeczytać, że kościół ten mieści się na terenie osiedla Na Skarpie.
Szybki wzrost liczby mieszkańców Rubinkowa wymusił powołanie kolejnej parafii na obszarze osiedla. 7 grudnia 1981 roku ustanowiono parafię Matki Bożej Królowej Polski. Do nowej parafii przynależy kościół wybudowany 4 października 1993 roku, a poświęcony 28 maja 1995 roku. 16 listopada 1987 roku erygowano parafię pw. Najświętszego Ciała i Krwi Chrystusa. Kościół parafialny mieści się przy ul. Niesiołowskiego, został on poświęcony 13 listopada 1988 roku.
Na terenie parafii Matki Bożej Królowej Polski znajdują się cmentarz. Jest on nieczynny od lat 60. XX wieku, wyjątek uczyniono w 1985 roku, gdy zgodnie z wolą zmarłego pochowano ks. Bronisława Parzycha, pierwszego proboszcza parafii Matki Bożej Królowej Polski.

## Rubinkowo w kulturze
- W 2005 roku Aleksandra Sojak-Borodo stworzyła seria pocztówek Pozdrowienia z Torunia, gdzie uwieczniła supermarkety, wypożyczalnie kaset wideo, stacje benzynowe i globalne sieci restauracyjne powstałe w przeciągu ostatnich lat na Rubinkowie[15]. Kolejny cykl pocztówek powstał w 2013 roku. Powstały dwie serie widokówek. Pierwsza ukazuje wizje osiedli Rubinkowo i Na Skarpie w przyszłości oczami uczniów Szkoły Podstawowej nr 28, druga skupia się na budowie mostu gen. Elżbiety Zawackiej[16].
- W 2007 roku w Biurze Wystaw Artystycznych w Krośnie odsłonięto cykl obrazów Katarzyny Skrobały Rubinkowo[15].
- W 2012 roku odbyły się warsztaty rzeźbiarskie Rubinek, zrealizowane przez Katarzynę Skrobałę, Piotra Florianowicza i grupę jajego. Wydarzenie wchodziło w cykl warsztatów rzeźbiarskich dla dzieci Rubinek, Wrzosiak i Mokroduszek. Celem warsztatów miało być przybliżenie historii Rubinkowa dzieciom poprzez stworzenie z gliny postaci Rubinka[17].
- W 2013 roku zrealizowano projekt Pośród ogrodu…, dokumentujący życie działkowców z Rodzinnych Ogrodów Działkowych Elana na Rubinkowie[16].